# وینچستر ۷۳
وینچستر ۷۳ (انگلیسی: Winchester '73) یک فیلم وسترن سیاه‌وسفید به کارگردانی آنتونی مان محصول سال ۱۹۵۰ است. فیلم که نخستین همکاری سینماییِ آنتونی مان و جیمز استوارت به‌شمار می‌آید در سال ۲۰۱۵ از سوی کتابخانه کنگره آمریکا واجد ارزشهای تاریخی دانسته و برای محافظت به فهرست ملی ثبت فیلم افزوده شد.